# Helmut Henrichs
Helmut Henrichs (* 13. April 1907 in Elberfeld; † 1. Oktober 1975 in München) war ein deutscher Theaterkritiker, Theaterregisseur und Theaterintendant.

## Leben und Wirken
Der Sohn eines evangelischen Geistlichen und Missionsinspektors besuchte das humanistische Gymnasium und studierte ab 1925 Literatur-, Kunst- und Theaterwissenschaft in München, Köln und Berlin. Von 1930 bis 1932 war er Regieassistent am Düsseldorfer Schauspielhaus. Von 1933 bis 1937 arbeitete er als Theaterkritiker für die Düsseldorfer Zeitung Der Mittag.
1938 wurde er Hauptschriftleiter der Deutschen Theaterzeitung in Berlin. Von 1939 bis 1942 fungierte er unter Heinz Hilpert als Dramaturg am Deutschen Theater Berlin. Von 1942 bis 1950 war er Oberspielleiter des Staatstheaters Stuttgart. Hier inszenierte er unter anderem 1947 die deutsche Erstaufführung von Albert Camus’ Caligula.
Von 1950 bis 1953 war er, wieder bei Hilpert, als Oberspielleiter am Deutschen Theater Göttingen tätig. 1953 wurde er zum Generalintendanten der Städtischen Bühnen Wuppertal berufen. Als Regisseur beschäftigte er sich dort besonders mit den Realisten und Klassikern.
Als Nachfolger von Kurt Horwitz wurde Henrichs 1958 zum Intendanten des Bayerischen Staatsschauspiels ernannt. Bis 1972 übte er sein Amt aus. Er machte Hans Lietzau zum Oberspielleiter und arbeitete mit Regisseuren wie Rudolf Noelte und Niels-Peter Rudolph. Er selbst inszenierte unter anderem Die Ratten (Gastspiel im City Center Theatre, New York), Antigone von Jean Anouilh (1966), Iphigenie auf Tauris (1966), Torquato Tasso (1968), Nathan der Weise (1967), Nora (1969), Tschechows Über die Schädlichkeit des Tabaks (1969), Maria Stuart (1970) und zum Abschluss Urfaust (1972).
Henrichs galt als umsichtiger Theaterleiter und Regisseur, zu dessen Verdiensten die Bildung eines hervorragenden Ensembles gezählt wurden. Zuweilen wurde ihm jedoch mangelnde Experimentierfreudigkeit vorgeworfen. Sein Sohn ist der Theaterkritiker Benjamin Henrichs (* 1946).

## Auszeichnungen
- Bayerischer Verdienstorden (verliehen am 16. Juni 1971)

| Personendaten    | Personendaten                                                    |
| ---------------- | ---------------------------------------------------------------- |
| NAME             | Henrichs, Helmut                                                 |
| KURZBESCHREIBUNG | deutscher Theaterkritiker, Theaterregisseur und Theaterintendant |
| GEBURTSDATUM     | 13. April 1907                                                   |
| GEBURTSORT       | Elberfeld                                                        |
| STERBEDATUM      | 1. Oktober 1975                                                  |
| STERBEORT        | München                                                          |